# Formiga argentina
La formiga argentina (Linepithema humile) és una espècie de formiga de la subfamília Dolichoderinae, nativa de l'Argentina, el Paraguai, Uruguai i el sud del Brasil però que s'ha expandit per molts altres països del món per acció humana. Les reines mesuren uns 4 mm i les obreres entre 2 i 3 mm. No existeix divisió de castes entre les obreres.
Se la considera una plaga o espècie invasora perquè ataca i destrueix colònies d'espècies natives, a més que es dedica a la criança d'àfids, dels quals extreu una substància ensucrada com a aliment. Fa part de la llista de les 100 espècies invasores més dolentes d'Europa. És present als Països Catalans.